# ماوریس پترس
ماوریس پترس (هلندی: Maurice Peeters; زاده ۵ مهٔ ۱۸۸۲ – درگذشته ۶ دسامبر ۱۹۵۷) دوچرخه‌سوار اهل هلند بود.
وی در مسابقات کشوری و بین‌المللی در مجموع برندهٔ ۱ مدال طلا، ۱ مدال برنز شده‌است.